# Currelos
Currelos is een plaats (freguesia) in de Portugese gemeente Carregal do Sal en telt 2 261 inwoners (2001).